# Antonia Santos
Vous lisez un « bon article » labellisé en 2012.
Pour les articles homonymes, voir Santos (homonymie).
María Antonia Santos Plata, née le 10 avril 1782 à Pinchote dans la province de Socorro et morte le 28 juillet 1819 à El Socorro, est une héroïne de l'indépendance de la Colombie. Considérée comme l'une des femmes les plus représentatives de ce conflit avec Policarpa Salavarrieta, Antonia Santos se rallie à la cause du Libertador, Simón Bolívar, figure emblématique de l'émancipation des colonies espagnoles d'Amérique du Sud. Elle crée la « guérilla de Coromoro », la première à se former dans la province de Socorro afin de lutter contre l'invasion espagnole, et son frère Fernando Santos devient l'un des chefs de cette guérilla. Ce groupe intercepte notamment les communications des forces royalistes, approvisionnent et maintiennent informées les armées rebelles, jouant un rôle important dans les batailles du Pantano de Vargas et de Boyacá.
Trahie par un de ses amis, Antonia Santos est finalement arrêtée puis exécutée le 28 juillet 1819, étant considérée comme « coupable de lèse-majesté ». En l'honneur de ses actions héroïques, le bataillon ASPC no 7 de la septième brigade de la quatrième division de l'armée nationale colombienne porte le nom d'« Antonia Santos » suivant la résolution no 0027 de novembre 1986. De la même famille sont issues par la suite plusieurs personnalités notables tels qu'Eduardo Santos Montejo et Juan Manuel Santos Calderón, tous deux présidents de la république de Colombie, respectivement en 1938 et en 2010.

## Biographie

### Jeunesse
María Antonia Santos Plata naît le 10 avril 1782 à Pinchote dans la province de Socorro, entité administrative et politique de la vice-royauté de Nouvelle-Grenade. Selon certains auteurs, elle serait née à Charalá. Cinquième enfant de la famille sur onze, elle a pour parents Pedro Santos Meneses et María Petronila Plata Rodríguez et pour frères et sœurs Joaquín, Fernando, Miguel, José María, Santiago, Matías, Elvira, Margarita, María Gregoria et José Bernardo,.
La famille Santos Plata, qui lutte activement en faveur de l'émancipation du Royaume de Nouvelle-Grenade, vit grâce à la culture du tabac et du café. Son père a participé à la révolte des Comuneros en 1781, mais après la pendaison de son chef populaire José Antonio Galán, il retourne travailler sur ses terres. Le 7 avril 1782, il définit les frontières entre Socorro et San Gil, donnant par la même occasion une identité à Pinchote, où sa fille Antonia naît trois jours après. Baptisée le 11 avril 1782 dans la vice-paroisse de Pinchote, elle a pour parrain Casimiro Gómez et pour marraine Casilda Plata.
Elle passe son enfance auprès de ses parents, dans l'hacienda El Hatillo. Comme les autres femmes de son époque, elle apprend à s'occuper des tâches ménagères. Elle étudie également la religion catholique, l'arithmétique, l'écriture, la grammaire et la lecture. Ses principales activités sont en rapport avec les tâches champêtres. La jeune Antonia Santos baigne dans une atmosphère de révolte et de mécontentement, la province de Socorro étant la région exprimant le plus son désaccord sur les plans social et économique contre le gouvernement colonial. Sa mère meurt dans les premiers mois de la Reconquista. Antonia, qui est l'aînée des filles, organise alors, du mieux possible, la vie morale et matérielle du domicile. Elle s'intéresse aux œuvres de l'historien grec Plutarque et voue une sorte de culte aux martyrs de la patrie qu'elle souhaite imiter.

### Activité politique

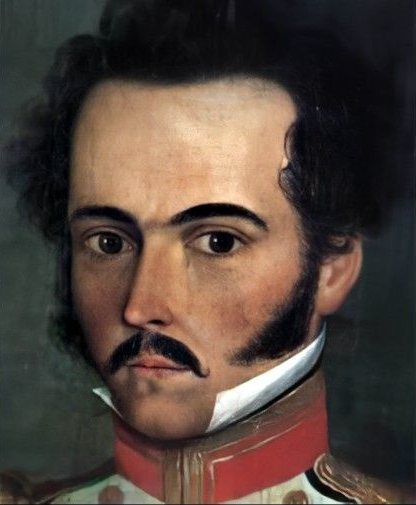
Simón Bolívar en 1812, qu'Antonia Santos rejoint dans la lutte contre les Espagnols.

Antonia Santos grandit dans un contexte historique difficile. En effet, alors qu'elle n'est pas encore née, son père participe au mouvement insurrectionnel des Comuneros de 1781. Cette rébellion fait éclore les premiers courants favorables à l'autonomie afin de se libérer du colonialisme espagnol. Le processus d'indépendance de la Colombie qui s'amorce est long et sanglant. Bien que les forces émancipatrices enregistrent plusieurs victoires contre les royalistes en 1810, les rivalités entre la conception centralisatrice d'Antonio Nariño et celle fédéraliste de Camilo Torres Tenorio, à laquelle s'oppose Antonia Santos, affaiblissent le front indépendantiste. Après la période de la Patria Boba (1810-1816), les Espagnols reconquièrent le pays, où ils installent ce que l'on appellera le Régime de la terreur. Pendant cette période, sous la domination espagnole entre 1816 et 1819 dans l'histoire colombienne établie par le général Pablo Morillo, plusieurs groupes de guérilla se créent pour combattre les royalistes. Parmi les plus connus figurent La Niebla, composée d'habitants de Socorro et de la province de Tunja, Los Almeida dans la vallée de Tenza, ou encore celles de Zapatoca, Guapotá, La Aguada, Oiba, Chimá, Aratoca, Guadalupe, Simacota et Onzaga. De nombreuses guérillas des régions de l'est et du centre de la vice-royauté de Nouvelle-Grenade rejoignent l'armée de Simón Bolívar lors de la Campagne Libératrice de 1819.
C'est également le cas d'Antonia et de son frère Fernando qui rejoignent la lutte lors du déclenchement du mouvement d'indépendance à Santa Fe de Bogotá le 20 juillet 1810. Dans la province de Socorro, avec des amis, des parents et des compatriotes, ils créent tous deux la « guérilla de Coromoro » dont Fernando Santos devient le chef avec José Gabriel Tobar, Camilo Gaona ou encore José Manuel Ruiz. Également appelée « guérilla de Santos », c'est la première à se former dans la province de Socorro afin de lutter contre l'invasion espagnole. Initialement composée de quarante membres, son effectif ne cesse de croître au fur et à mesure que le Régime de la terreur s'impose dans les villages. Antonia Santos convertit l'hacienda El Hatillo en centre des opérations du groupe. Organisée et soutenue financièrement par la jeune femme, qui a vendu ses bijoux pour récupérer de l'argent, la guérilla de Coromoro s'attaque aux forces royalistes en interceptant leurs communications ou en approvisionnant et informant les armées rebelles. Le groupe récupère également des armes, des munitions, des vêtements et des vivres afin d'aider par tous les moyens les indépendantistes. Quand ceux-ci ont besoin de chevaux frais, Antonia Santos s'arrange pour les obtenir, les leur emmenant elle-même occasionnellement dans leurs refuges. Par ailleurs, elle écrit des courriers aux combattants, les informant des succès notables et les incitant à la poursuite de la lutte.

### Arrestation et exécution
Par une trahison d'un proche ami d'Antonia, le gouverneur de la province de Socorro depuis 1817, le colonel Lucas González, apprend que l'hacienda El Hatillo de la famille Santos Plata abrite la base des opérations de la guérilla de Coromoro et y envoie, le 12 juillet 1819, un détachement militaire dirigé par le capitaine Pedro Agustín Vargas. Lors de cette opération, Antonia Santos, son frère Santiago, sa nièce de quinze ans Helena Santos Rosillo et deux esclaves de la famille, Juana et Juan Nepomuceno, sont capturés. Antonia Santos est accusée de financer et de diriger les actions de la guérilla de Coromoro. Les détenus sont ensuite envoyés à Charalá puis à Socorro, où ils sont enfermés dans les cachots de la prison avec d'autres personnes arrêtées pour des raisons politiques. Interrogée par le colonel Antonio Fominaya, elle reconnaît faire partie des insurgés de Coromoro, déclare que c'est un devoir que de se rebeller contre le roi Ferdinand VII d'Espagne et refuse de dénoncer ses compagnons d'armes. À la fin de l'entretien, elle déclare : « Yo moriré, pero mi sacrificio servirá para producir la caída de la tiranía en estas provincias » (« Je mourrai, mais mon sacrifice servira à produire la chute de la tyrannie dans ces provinces »).
À cette époque, sur ordre péremptoire du vice-roi Juan de Sámano, les ennemis de l'Espagne sont condamnés à mort. Le 16 juillet 1819, la sentence de mort est dictée pour Antonia Santos, Isidro Bravo et Pascual Becerra, tous trois considérés comme « coupables de lèse-majesté ». Le 28 juillet 1819, à 10 heures, Antonia Santos, vêtue d'une robe noire à manches longues et les cheveux détachés sous un fichu noir, est envoyée au poteau d'exécution sur la plaza del Socorro, accompagnée par les deux autres condamnés à mort et le prêtre de la paroisse, N. Torres. Selon les chroniques de l'époque, elle se dirige vers le peloton d'exécution avec une « dignité extraordinaire ». Elle remet auparavant un précieux anneau d'émeraudes au commandant du peloton en lui demandant que les soldats visent le cœur. Elle déclare ensuite avec dignité : « Quiero ver mi tierra por última vez. No tengo miedo, y deseo mirar de frente a mis verdugos. Capitán ya estoy lista ¡Viva la patria! » (« Je veux voir ma terre une dernière fois. Je n'ai pas peur et désire regarder mes bourreaux en face. Capitaine, je suis prête. Vive la patrie! »),. La jupe attachée aux chevilles et les yeux bandés, Antonia Santos est alors fusillée avec ses compagnons d'infortune. Le jour même de son exécution, trois jours après la victoire bolivarienne du Pantano de Vargas, les habitants de la province de Socorro se réunissent dans les campagnes et jurent de continuer la guerre contre les royalistes espagnols,.
Simón Bolívar a déclaré que l'attaque des royalistes, en route pour rejoindre les forces du général José María Barreiro, par les habitants de Charalá encouragés par Antonia Santos avant sa mort, avait fait partie des évènements déterminants pour la victoire de Boyacá le 7 août 1819. Antonia Santos est considérée, avec Policarpa Salavarrieta, comme l'une des femmes colombiennes mortes pour l'indépendance de la Colombie les plus connues. Ses restes reposent aujourd'hui dans la chapelle du Divin Enfant (espagnol : Capilla del Divino Niño) de Socorro,.

## Commémorations

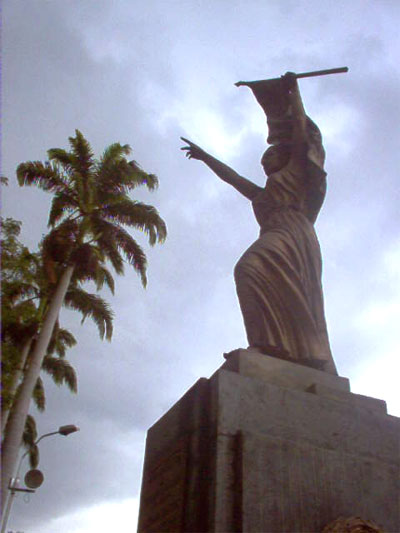
Statue en hommage à Antonia Santos située à Socorro.

Le 16 juin 1944, le film colombien Antonia Santos paraît pour la première fois en salle au Teatro Lux de Bogota. Réalisé par Miguel Joseph y Mayol et Gabriel Martínez en format 35 mm, ce long métrage en noir et blanc, également intitulé Horizontes de gloria, raconte les dernières années de la vie d'Antonia Santos luttant contre le joug espagnol. La Fundación Patrimonio Fílmico Colombiano possède encore un fragment de 45 secondes de ce film qui durait soixante minutes,.
Le bataillon ASPC no 7 de la septième brigade de la quatrième division de l'armée nationale colombienne porte le nom d'« Antonia Santos » à la suite de la résolution no 0027 de novembre 1986. Cette unité apporte son soutien logistique et administratif au siège de la septième brigade de la quatrième division. Elle l'aide également à assurer un contrôle opérationnel dans les zones urbaines de Villavicencio pour neutraliser les actions terroristes des organisations illégales.
Le 12 septembre 2011, à l'occasion du bicentenaire de l'indépendance, un feuillet de dix timbres postaux est édité par la poste colombienne. Il représente diverses héroïnes de la guerre d'indépendance. Outre Antonia Santos, représentée sur un timbre de 1 500 pesos, Manuela Beltrán Archila, Manuela Cañizares, Manuela Sanz de Santamaria, Policarpa Salavarrieta, Matilde Anaray, Juana Velasco Gallo, Simona Amaya, Simona Duque de Alzate et Manuela Sáenz de Thorne y ont également un timbre à leur effigie.

## Généalogie
La famille Santos est une famille colombienne originaire des départements de Santander et de Boyacá. Elle a notamment influencé la vie politique et journalistique de la Colombie. La branche principale de la famille provient de José María Santos Plata, frère d'Antonia, et de son fils Francisco Santos Galvis, né le 21 août 1848 à Coromoro après que ce frère eut épousé en secondes noces Facunda Galvis.
Parmi les autres membres notables de la famille Santos figurent :
- Eduardo Santos Montejo (1888-1974) : fils de Francisco Santos Galvis et de Leopoldina Montejo, il fut avocat, journaliste et homme politique. Propriétaire du quotidien national El Tiempo dès 1913, il exerce la fonction de président de la république de Colombie de 1938 à 1942[26].
- Enrique Santos Montejo (1886-1971) : fils de Francisco Santos Galvis et de Leopoldina Montejo et frère du précédent[2]. Journaliste, il fonde en 1912 l'hebdomadaire La Linterna et devient rédacteur en chef d'El Tiempo en 1917 avant d'en devenir le directeur. À partir de 1927 et ce, pendant 44 ans, il rédige l'éditorial La Danza de las Horas sous le pseudonyme de Calibán[27].
- Enrique Santos Castillo (1917-2001) : fils d'Enrique Santos Montejo et de Noemí Castillo, il participe à la vie du quotidien El Tiempo en y occupant le poste de rédacteur en chef dans un premier temps, puis celui de directeur de la rédaction[28].
- Juan Manuel Santos Calderón (né en 1951) : fils d'Enrique Santos Castillo et de Clemencia Calderón Nieto, il fait des études en économie. Il exerce la fonction de président de la république de Colombie entre 2010 et 2018[29].

Membres de la famille Santos ayant exercé la fonction de président de la Colombie
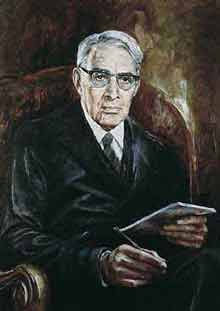
Eduardo Santos Montejo
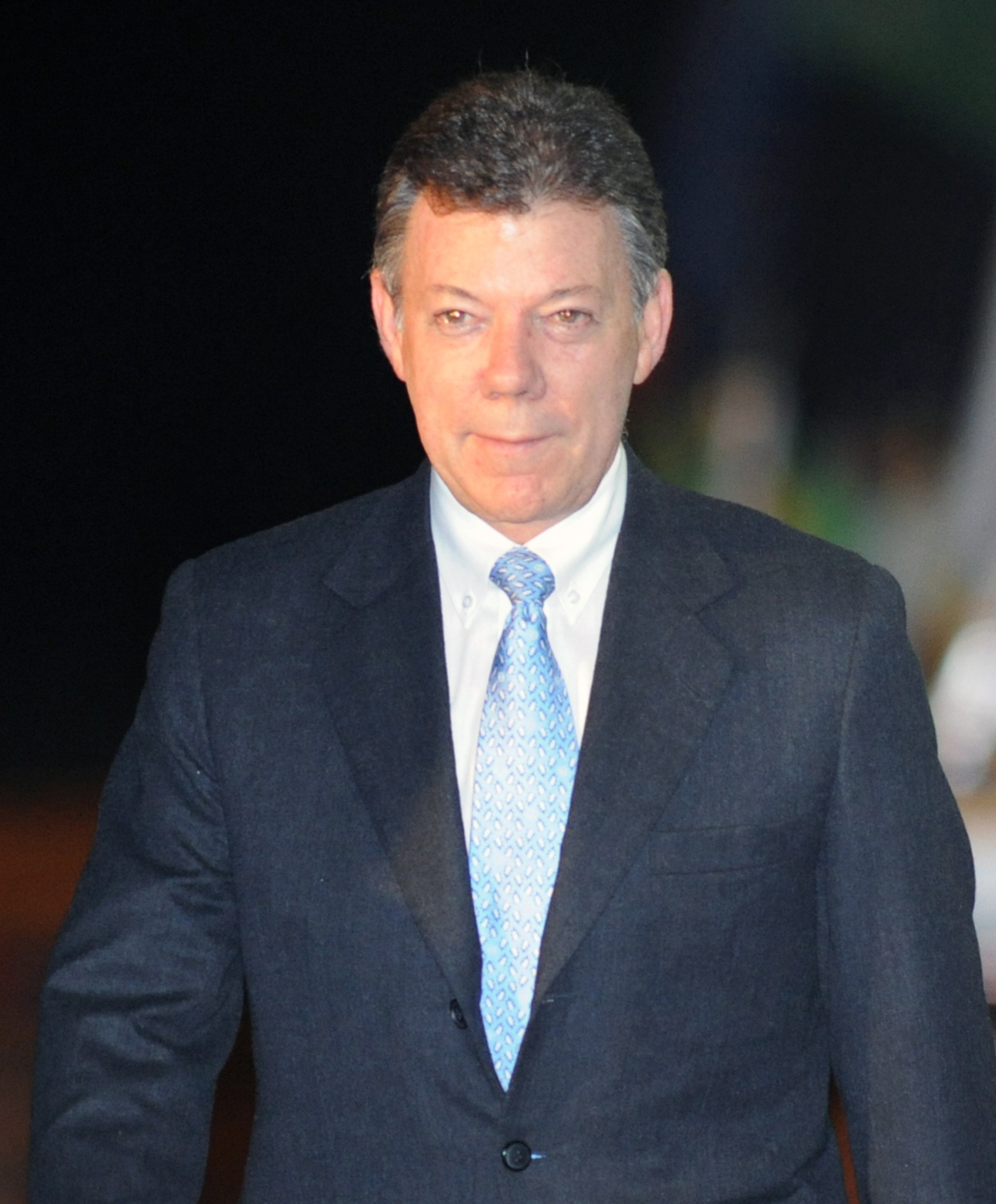
Juan Manuel Santos Calderón